# Corixidea major
Corixidea major är en insektsart som beskrevs av Mcatee och Malloch 1925. Corixidea major ingår i släktet Corixidea och familjen Schizopteridae. Inga underarter finns listade i Catalogue of Life.